# Michael (film 1996)
(John Travolta nel film)
Michael è un film del 1996 diretto da Nora Ephron, con John Travolta, Andie MacDowell, William Hurt e Bob Hoskins.

## Trama
Michael è l'arcangelo Michele sceso sulla terra per aiutare l'anziana signora Milbank. 
Un giorno viene inviata una lettera ad un tabloid di Chicago avvertendo della presenza di un angelo nell'Iowa. Tre giornalisti vengono mandati sul posto a controllare la veridicità della notizia. I tre giornalisti arrivano in casa della signora Pansy Milbank che sta per cedere la sua proprietà ad una banca e ha chiesto aiuto all'angelo. Si trovano di fronte ad un vero angelo appesantito, fumatore e bevitore, che mangia molto zucchero ed emana un forte odore di biscotti. Dopo la morte della signora Milbank, Michael e i tre giornalisti intraprendono un viaggio dall'Iowa verso l'Illinois durante il quale avverranno miracoli e colpi di scena.

## Produzione
Il film è stato prodotto dalla Alphaville Films e presentato dalla Turner Pictures (I). Gli effetti speciali sono a cura della Sony Pictures Imageworks (SPI) e di Amalgamated Dynamics. La colonna sonora è a opera della Revolution Records. A Jack Nicholson inizialmente fu offerto il ruolo di protagonista, ma egli rifiutò. Le scene sono state girate dal 12 febbraio al 13 maggio 1996 in Texas, come nella Contea di Comal, Walburg, Austin, Muldoon, Georgetown, Gruene, e New Braunfels, ma anche nello stato dell'Illinois, come a Chicago, e nello stato dell'Iowa.

## Tagline
La tagline per il film è la seguente:
- He's an angel... Not a saint.
- Lui è un angelo ... Non un santo.

## Distribuzione
Il film è stato distribuito negli Stati Uniti il 25 dicembre 1996 dalla New Line Cinema; in Australia il 30 gennaio 1997; a Singapore il 6 febbraio; in Italia il 7 febbraio; in Sudafrica il 14 febbraio; a Hong Kong il 20 febbraio; nel Regno Unito (dalla Rank Film Organization) e in Irlanda il 21 febbraio; in Germania il 20 marzo dalla Concorde-Castle Rock/Turner; in Portogallo, Turchia, e nella regione italiana in Svizzera il 21 marzo; nella Svizzera tedesca l'11 aprile, in quella francese e in Svezia il 18 aprile (in tutte le regioni linguistiche svizzere l'azienda distributrice è solo una, la Fox-Warner); a Taiwan il 19 aprile; in Spagna il 20 aprile dalla Filmayer-Castle Rock-Turner S.A.; in Danimarca il 25 aprile con il nome Michael - en engel, ikke en helgen; in Finlandia il 2 maggio; nei Paesi Bassi il 7 maggio dalla Columbia TriStar Films; in Argentina (dalla Columbia TriStar Films de Argentina) e in Ungheria il 15 maggio; in Giappone il 17 maggio dalla Nippon Herald Films; in Francia il 4 giugno dalla UGC-Fox Distribution (UFD); in Slovenia il 5 giugno; in Polonia il 20 giugno; in Estonia il 12 dicembre; in Corea del Sud il 23 gennaio 1999.

### Divieto
Il film è stato vietato ai minori di 6 anni in Germania; minori di 7 in Svezia; in Portogallo minori di 12; in Corea del Sud 15. In Ontario, Australia, Singapore, Regno Unito e Stati Uniti il film viene valutato dalla Motion Picture Association of America (MPAA) PG (parents cautioned suggested), ovvero adatto a bambini di età da 10 anni in su per la visione non accompagnata, mentre i bambini minori di 10 anni richiedono l'accompagnamento dei genitori o tutori.

## Accoglienza
Il film nel primo week-end di apertura negli Stati Uniti il film guadagna 27629196 $. L'incasso totale in patria ammonta a 95345070 $, a 3173349 £ nel Regno Unito, a 4577146000 L. in Italia, e a 24400000 $ nel resto del mondo, per un guadagno totale equivalente a circa 119718203 $. La pellicola venne giudicata discretamente dal pubblico: su IMDb ottiene un punteggio di 5,8/10, n su MYmovies 2,75/5, mentre su AllMovie il giudizio della critica ammonta a circa 2 stelle su 5.

## Citazioni
Nelle prime scene è contenuta una piccola citazione dal film Ghostbusters, riguardante un presunto fantasma nel frigorifero.